# جون سوليفان (لاعب كرة قدم بريطاني)
جون سوليفان (بالإنجليزية: John Sullivan)‏ (8 مارس 1988 في المملكة المتحدة - ) هو لاعب كرة قدم بريطاني في مركز حراسة المرمى. لعب مع برايتون أند هوف ألبيون وتشارلتون أثلتيك وكامبريدج يونايتد وكولتشستر يونايتد ونادي بورتسموث ونادي ميلوول ويوفل تاون وإيه أف سي ويمبلدون ونادي وايتهوك.

## وصلات خارجية
- جون سوليفان على موقع قاعدة بيانات كرة القدم.إي يو (الإنجليزية)
- جون سوليفان على موقع Soccerbase.com (لاعب) (الإنجليزية)